# Aaron Kostner
Pour les articles homonymes, voir Kostner.
Aaron Kostner, né le 8 juillet 1999 à Vipiteno, est un coureur italien du combiné nordique. 

## Biographie
Aaron Kostner fait ses débuts internationaux officiels en 2013 dans la Coupe OPA, où il obtient ses premiers podiums durant la saison 2015-2016. Au Festival olympique de la jeunesse européenne à Tschagguns, il est quatrième et cinquième en individuel.
En décembre 2017, il prend part à sa première course dans la Coupe du monde à Ramsau.
Il a participé aux Jeux olympiques d'hiver 2018, pour se classer 37e et 34e en individuel. 
Lors de la saison 2018-2019, il marque ses premiers points en Coupe du monde à Lahti (22e), avant de participer aux Championnats du monde à Seefeld, où il est notamment cinquième du sprint par équipes et treizième en individuel (grand tremplin). Il est ensuite douzième d'une épreuve individuelle de la Coupe du monde à Schonach. Cet hiver, il est aussi quatrième en individuel aux Championnats du monde junior à Lahti.
En décembre 2019, il se blesse au genou à l'entraînement à Ramsau et doit terminer sa saison.

## Palmarès

### Jeux olympiques d'hiver
| Épreuve / Édition | Épreuve / Édition | Pyeongchang 2018 |
| Par équipes       | Par équipes       | 8e               |
| Gundersen         | PT                | 37e              |
| Gundersen         | GT                | 44e              |

### Championnats du monde
| Épreuve / Édition             | Épreuve / Édition             | Seefeld 2019 | Oberstdorf 2021 |
| ----------------------------- | ----------------------------- | ------------ | --------------- |
| Gundersen                     | Petit tremplin                | 24e          | 15e             |
| Gundersen                     | Grand tremplin                | 13e          | -               |
| Par équipes en petit tremplin | Par équipes en petit tremplin | 7e           | 7e              |
| Sprint par équipes            | Sprint par équipes            | 5e           | -               |

### Coupe du monde
- Meilleur classement général : 36e en 2021.
- Meilleur résultat individuel : 12e.

#### Classements en Coupe du monde
| Année     | Classement général final |
| 2018-2019 | 51e                      |
| 2019-2020 | 38e                      |
| 2020-2021 | 36e                      |
| 2021-2022 | -                        |
| 2022-2023 | 32e                      |